# スクウェア・エニックス メンバーズ
スクウェア・エニックス メンバーズは、スクウェア・エニックスがネット上で経営する会員制サービス。略称はSEM(セム、エスイーエム)。

## 概要
2005年よりサービスが開始された。登録費、年会費は無料。ただし一部サービスは有料である。
メンバーズポイントやゲームソフトの特設サイトによる情報提供などのサービスがある。メールマガジンの配布や、アンケートも行っている。

## 会員サービス
メンバーズポイント
スクウェア・エニックス製のゲームソフトに封入されているシリアルナンバーを登録することにより、メンバーズポイントが配布される。一定のポイントをためることでオリジナルアイテムとの交換や、e-STOREでの価格割引、サイト内サービスに利用できる。
また、ポイント累計値によって会員ランクが上がるステージシステムがある。会員ランクが高いと、新発売のゲームソフトを優先的に予約できたりプレゼントを貰えたりする。
ゲームゾーン
会員同士で戦う対戦ゲームや、カジュアルゲームなどのゲームがプレイできる。定期的にイベント戦や、アバタープレゼントキャンペーンが行われる。
コミュニティ
マイページによるプロフィールや日記の公開、メンバーズサークルで同じ趣味をもった人との交流が楽しめる。
アバター
3Dアバターによるサービスが楽しめる。会員はアバターアイテムの購入によりアバターを好きなようにカスタマイズできる。
ダウンロード
壁紙や、デスクトップアクセサリなどのコンテンツがダウンロードできる。